# Indramayu
Indramayu est la capitale du kabupaten d'Indramayu, dans la province de Java occidental, en Indonésie.

## Géographie

### Situation
Indramayu est située au niveau de la mer sur la côte nord, à l'est de Jakarta, au nord-est de Bandung et au nord-ouest de Cirebon.

### Démographie
Indramayu rassemble environ 24 000 habitants, répartis sur une superficie d'environ 2 600 km2.